# Leichtathletik-Weltmeisterschaften 2017/110 m Hürden der Männer

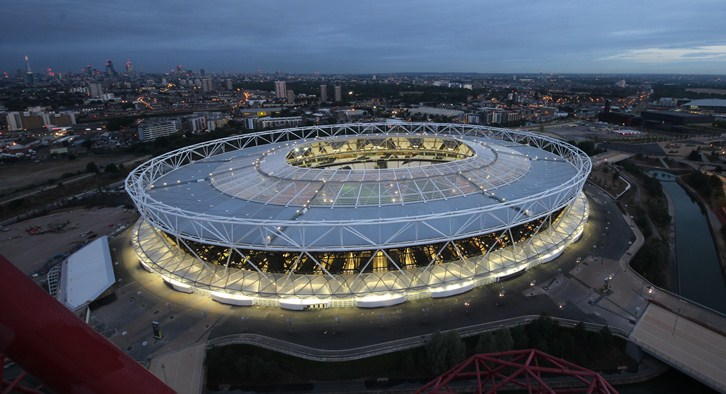
Das Olympiastadion London im Jahr 2017

Der 110-Meter-Hürdenlauf der Männer wurde bei den Leichtathletik-Weltmeisterschaften 2017 wurde am 6. und 7. August 2017 im Olympiastadion der britischen Hauptstadt London ausgetragen.
Weltmeister wurde der aktuelle Olympiasieger Omar McLeod aus Jamaika.

Der unter neutraler Flagge startende russische Titelverteidiger, WM-Dritte von 2013 und zweifache Europameister (2012/2014) Sergei Schubenkow gewann die Silbermedaille.

Bronze ging an den ungarischen Vizeeuropameister von 2016 Balázs Baji.

## Bestehende Rekorde
| Weltrekord               | Aries Merritt | 12,80 s | Brüssel, Belgien             | 7. September 2012 |
| Weltmeisterschaftsrekord | Colin Jackson | 12,91 s | WM in Stuttgart, Deutschland | 20. August 1993   |

Der bestehende WM-Rekord wurde bei diesen Weltmeisterschaften nicht eingestellt und nicht verbessert.

## Vorläufe
Aus den fünf Vorläufen qualifizierten sich die jeweils vier Ersten jedes Laufes – hellblau unterlegt – und zusätzlich die vier Zeitschnellsten – hellgrün unterlegt – für das Halbfinale.

### Lauf 1

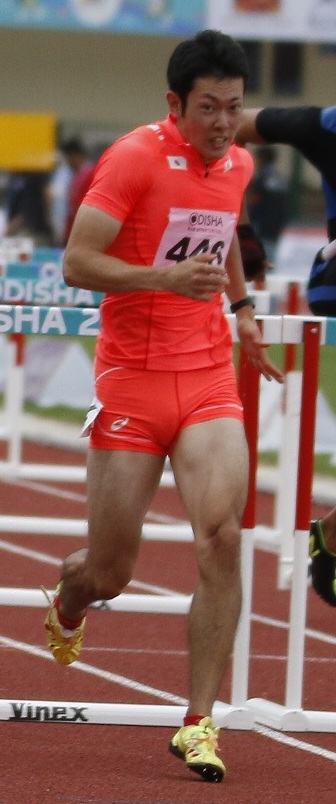
Shunya Takayama – ausgeschieden als Siebter in 13,65 s
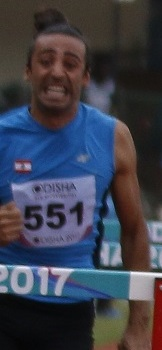
Ahmad Hazer – ausgeschieden als Achter in 14,51 s

6. August 2017, 13:15 Uhr Ortszeit (14:15 Uhr MESZ)

Wind: −1,2 m/s
| Platz | Bahn | Name             | Land                         | Offizielle Zeit (s) | Zeit in Tausendstel- sekunden (inoffiziell) |
| ----- | ---- | ---------------- | ---------------------------- | ------------------- | ------------------------------------------- |
| 1     | 1    | Omar McLeod      | Jamaika                      | 13,23               |                                             |
| 2     | 3    | Balázs Baji      | Ungarn                       | 13,35               |                                             |
| 3     | 5    | Eddie Lovett     | Amerikanische Jungferninseln | 13,41 SB            |                                             |
| 4     | 9    | Aleec Harris     | USA                          | 13,50               |                                             |
| 5     | 2    | Yordan O’Farrill | Kuba                         | 13,56               | 13,552                                      |
| 6     | 6    | David Omoregie   | Großbritannien               | 13,59               |                                             |
| 7     | 7    | Shunya Takayama  | Japan                        | 13,65               |                                             |
| 8     | 4    | Ahmad Hazer      | Libanon                      | 14,51               |                                             |
| 9     | 8    | Xaysa Anousone   | Laos                         | 14,55               |                                             |

### Lauf 2

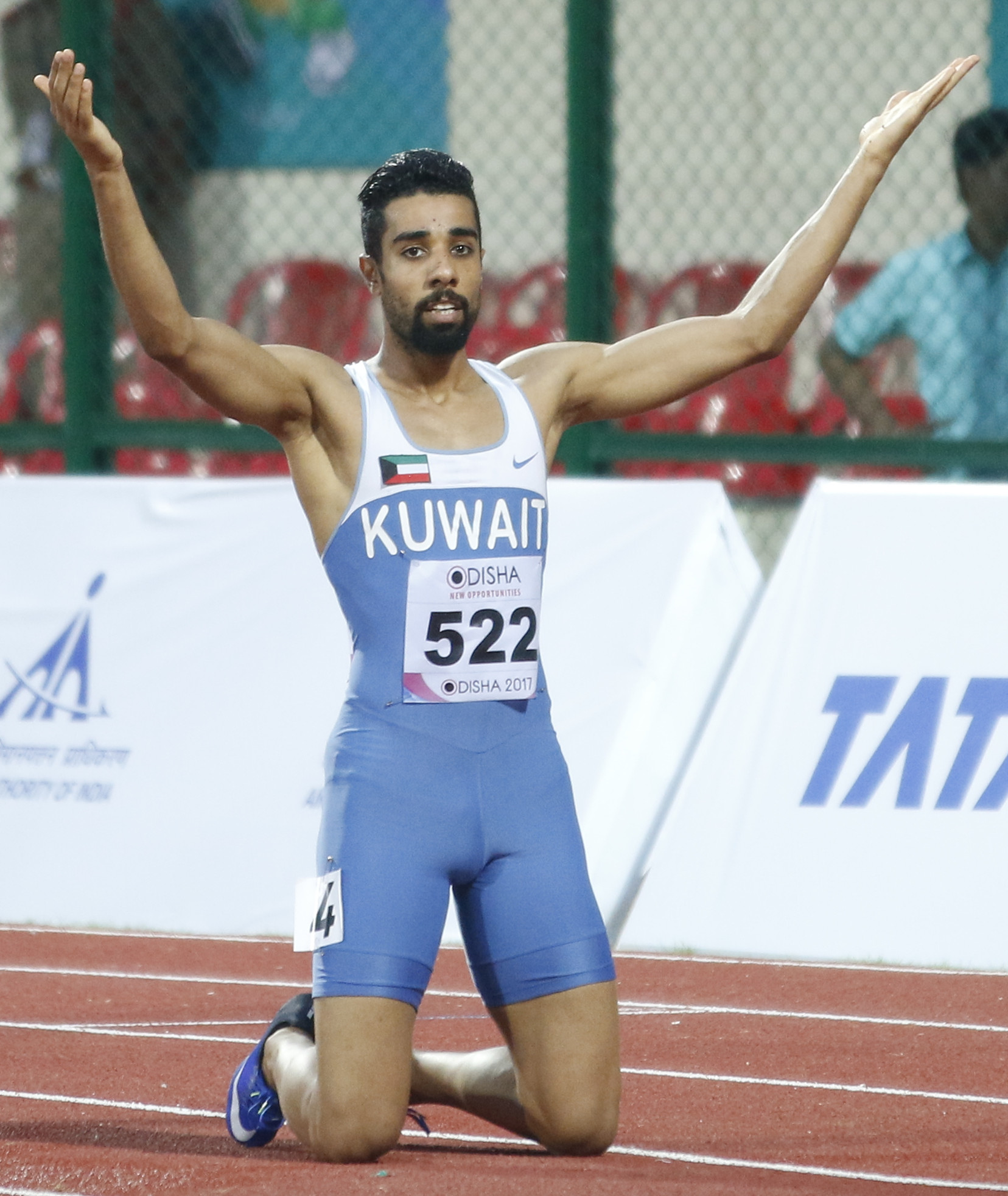
Abdulaziz al-Mandeel – ausgeschieden als Fünfter in 13,63 s
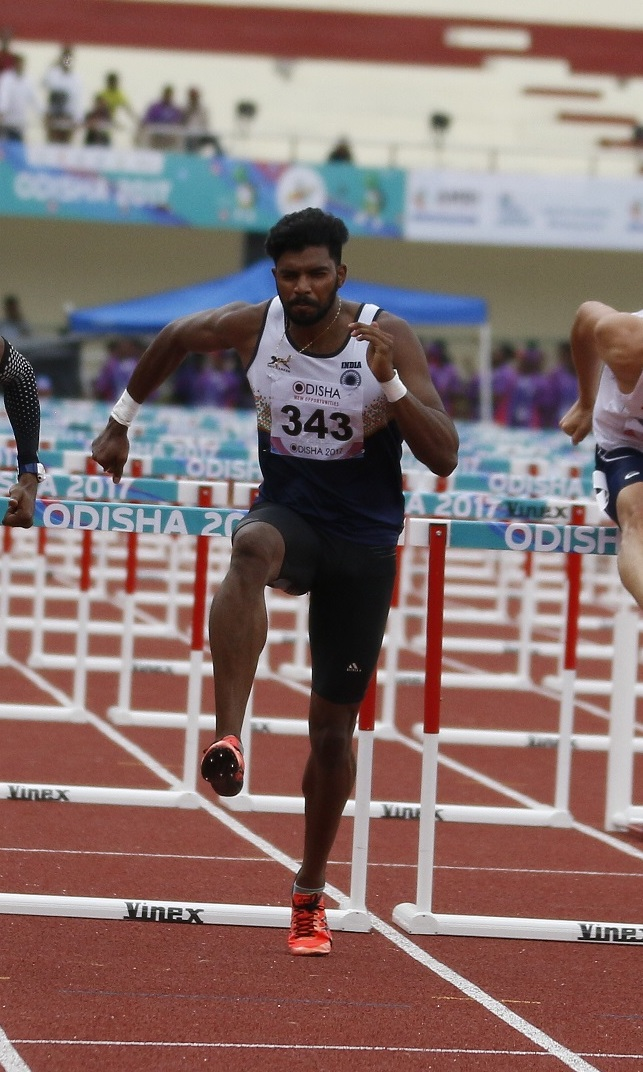
Siddhanth Thingalaya – ausgeschieden als Siebter in 13,64 s

6. August 2017, 13:23 Uhr Ortszeit (14:23 Uhr MESZ)

Wind: +1,3 m/s
| Platz | Bahn | Name                 | Land                | Offizielle Zeit (s) | Zeit in Tausendstel- sekunden (inoffiziell) |
| ----- | ---- | -------------------- | ------------------- | ------------------- | ------------------------------------------- |
| 1     | 7    | Devon Allen          | USA                 | 13,26               |                                             |
| 2     | 4    | Garfield Darien      | Frankreich          | 13,36               |                                             |
| 3     | 9    | Damian Czykier       | Polen               | 13,53               | 13,528                                      |
| 4     | 3    | Genta Masuno         | Japan               | 13,58               | 13,573                                      |
| 5     | 8    | Abdulaziz al-Mandeel | Kuwait              | 13,63               | 13,621                                      |
| 6     | 2    | Ruebin Walters       | Trinidad und Tobago | 13,63               | 13,630                                      |
| 7     | 6    | Siddhanth Thingalaya | Indien              | 13,64               |                                             |
| 8     | 5    | David King           | Großbritannien      | 13,67               |                                             |

### Lauf 3
6. August 2017, 13:31 Uhr Ortszeit (14:31 Uhr MESZ)

Wind: +0,1 m/s
| Platz | Bahn | Name                    | Land         | Offizielle Zeit (s) | Zeit in Tausendstel- sekunden (inoffiziell) |
| ----- | ---- | ----------------------- | ------------ | ------------------- | ------------------------------------------- |
| 1     | 8    | Aries Merritt           | USA          | 13,16               |                                             |
| 2     | 5    | Shane Brathwaite        | Barbados     | 13,39               |                                             |
| 3     | 6    | Antonio Alkana          | Südafrika    | 13,43               |                                             |
| 4     | 4    | Éder Antônio Souza      | Brasilien    | 13,56               | 13,560                                      |
| 5     | 9    | Aurel Manga             | Frankreich   | 13,58               | 13,573                                      |
| 6     | 3    | Konstandinos Douvalidis | Griechenland | 13,62               |                                             |
| 7     | 7    | Hideki Omuro            | Japan        | 13,78               | 13,771                                      |
| 8     | 2    | Kim Byoung-jun          | Südkorea     | 13,81               |                                             |

Im dritten Vorlauf ausgeschiedene Hürdensprinter:

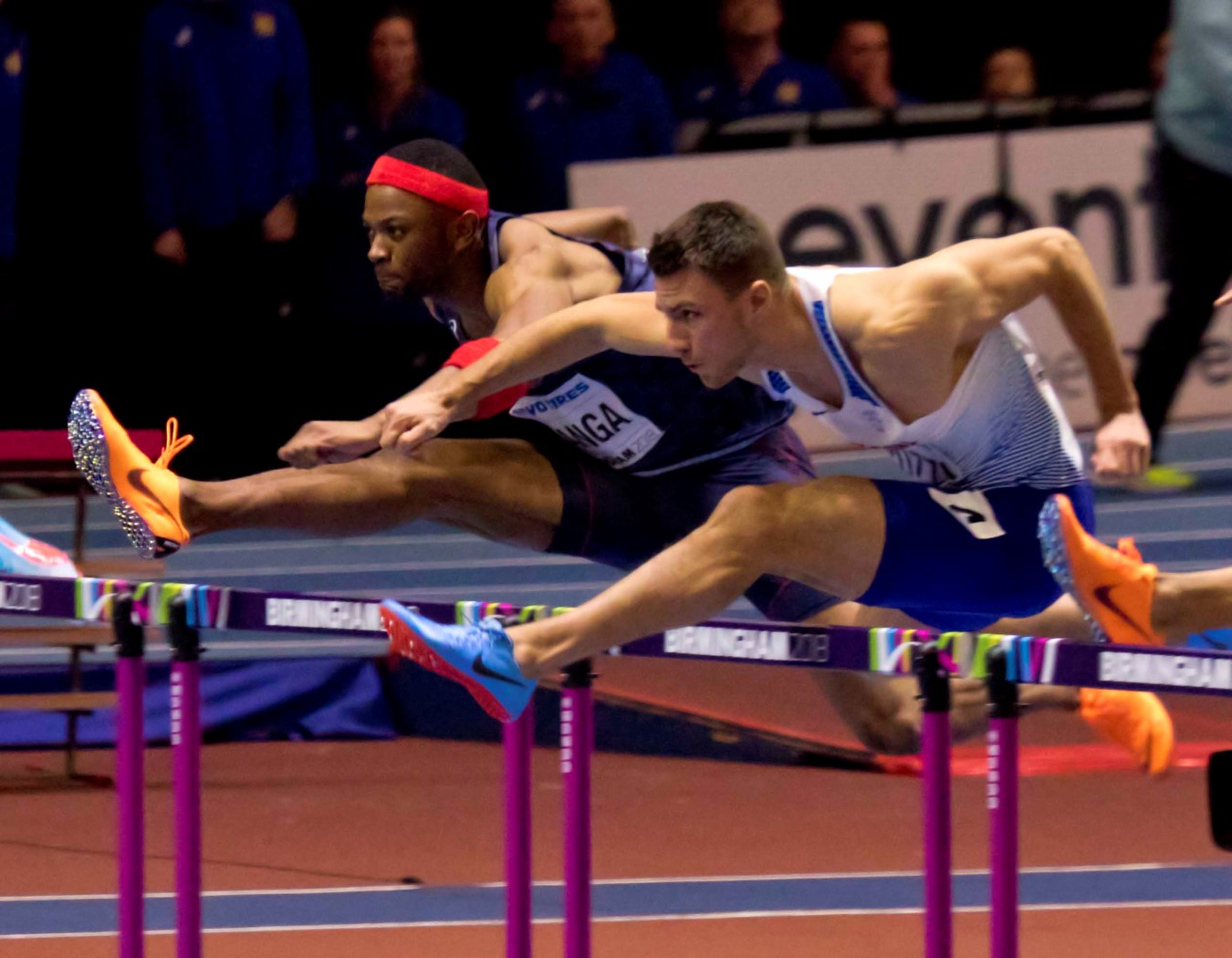
Aurel Manga Rang fünf in 13,58 s
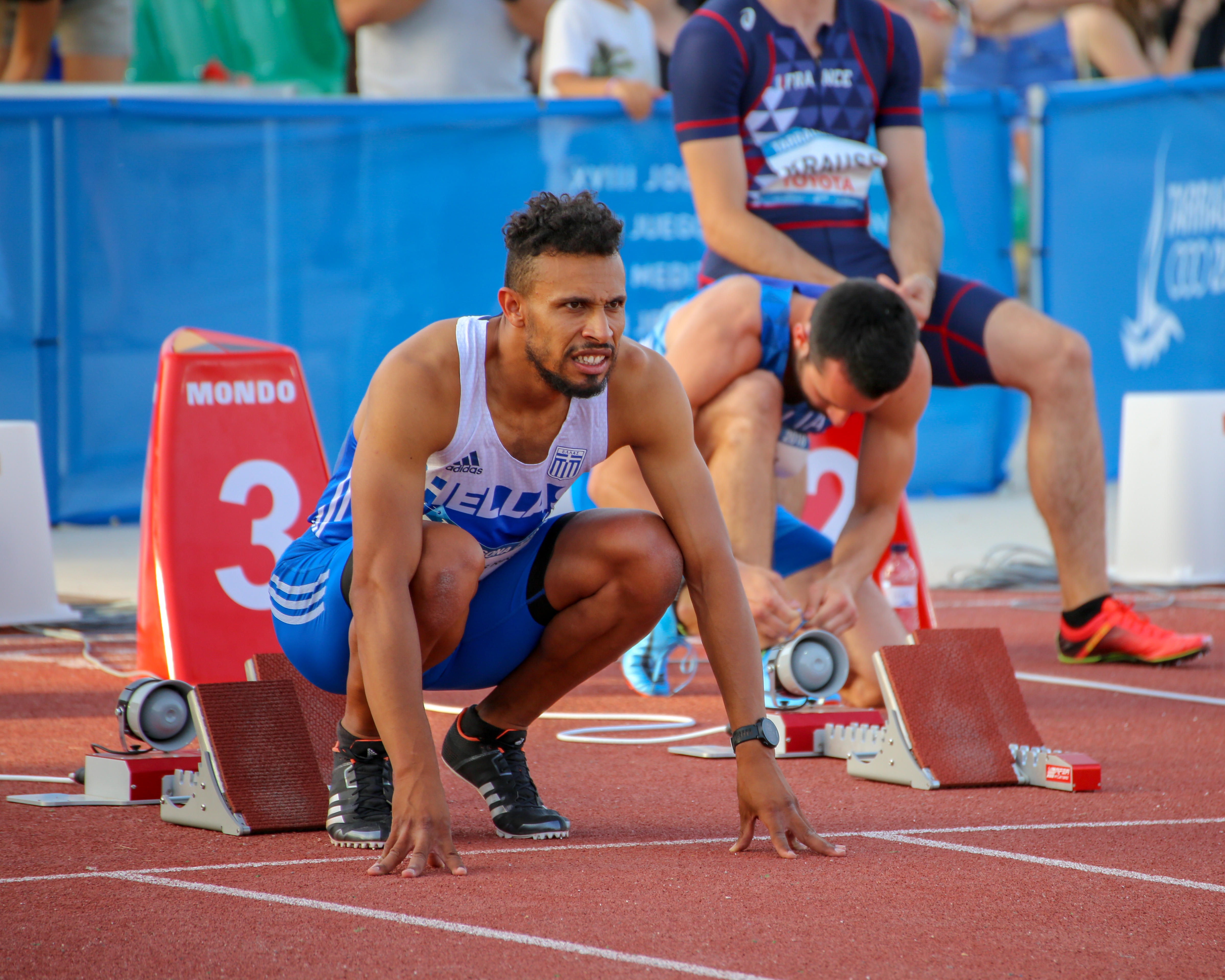
Konstandinos Douvalidis Rang sechs in 13,62 s
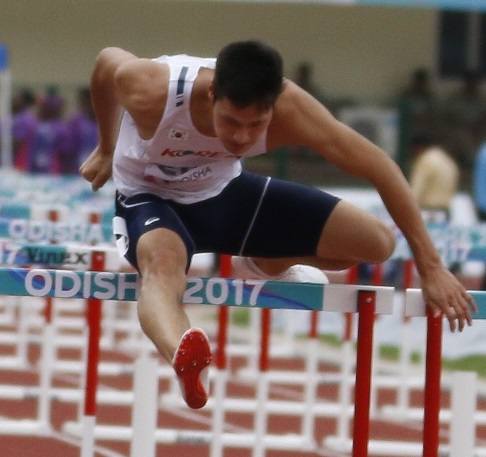
Kim Byoung-jun Rang acht in 13,81 s

### Lauf 4

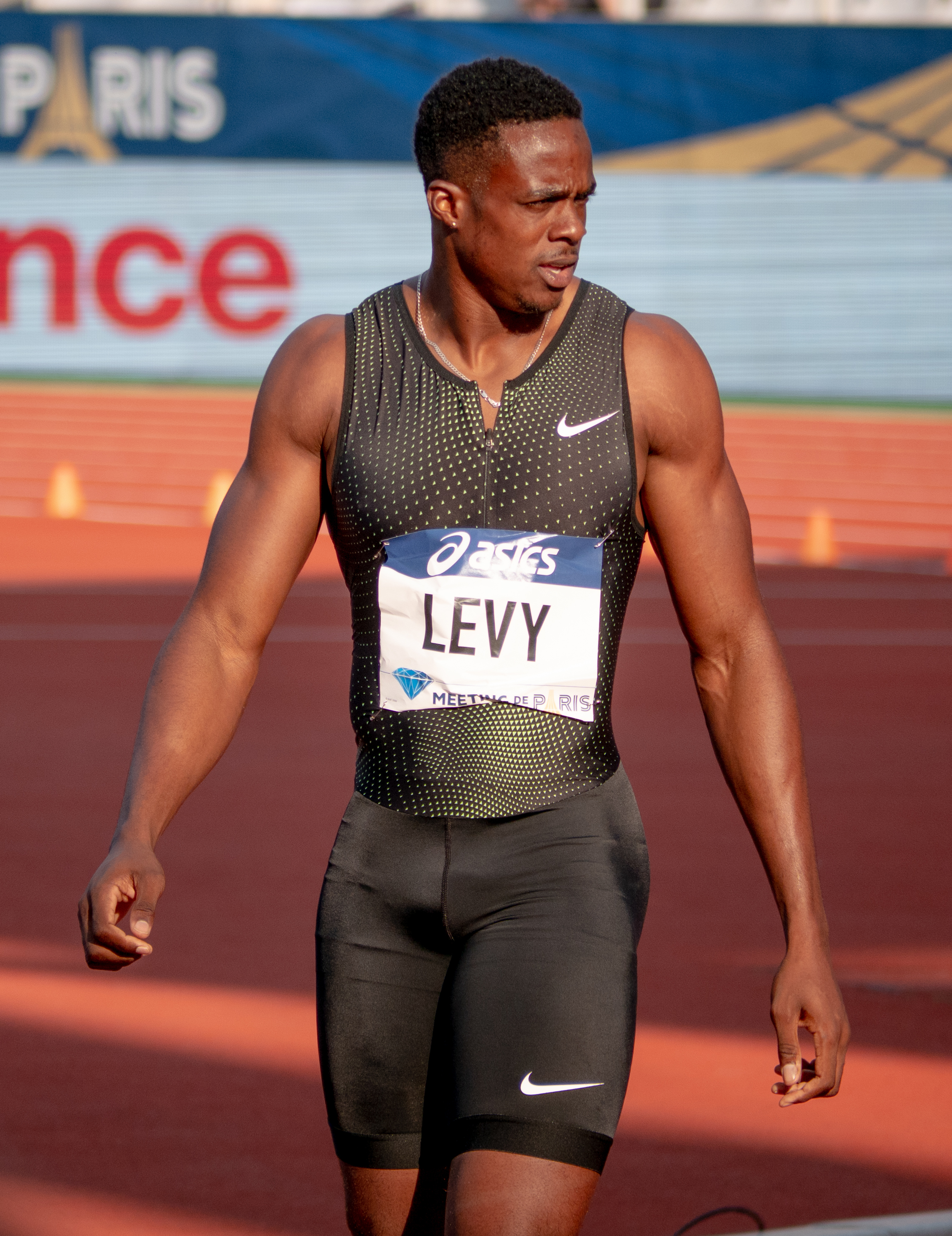
Ronald Levy – nicht im Ziel

6. August 2017, 13:39 Uhr Ortszeit (14:39 Uhr MESZ)

Wind: +0,7 m/s
| Platz | Bahn | Name                    | Land                | Offizielle Zeit (s) | Zeit in Tausendstel- sekunden (inoffiziell) |
| ----- | ---- | ----------------------- | ------------------- | ------------------- | ------------------------------------------- |
| 1     | 7    | Andrew Pozzi            | Großbritannien      | 13,28               |                                             |
| 2     | 8    | Xie Wenjun              | Volksrepublik China | 13,34               |                                             |
| 3     | 3    | Milan Traikovits        | Zypern              | 13,38               |                                             |
| 4     | 2    | Yidiel Contreras        | Spanien             | 13,40 SB            |                                             |
| 5     | 6    | Roger Iribarne          | Kuba                | 13,48               |                                             |
| 6     | 5    | Matthias Bühler         | Deutschland         | 13,52               |                                             |
| 7     | 4    | Yaqoub Mohamed al-Youha | Kuwait              | 13,56               | 13,551                                      |
| DNF   | 9    | Ronald Levy             | Jamaika             |                     |                                             |

### Lauf 5
6. August 2017, 13:47 Uhr Ortszeit (14:47 Uhr MESZ)

Wind: +0,6 m/s
| Platz | Bahn | Name              | Land                        | Offizielle Zeit (s)                                 | Zeit in Tausendstel- sekunden (inoffiziell)         |
| ----- | ---- | ----------------- | --------------------------- | --------------------------------------------------- | --------------------------------------------------- |
| 1     | 2    | Orlando Ortega    | Spanien                     | 13,37                                               |                                                     |
| 2     | 5    | Hansle Parchment  | Jamaika                     | 13,42                                               |                                                     |
| 3     | 7    | Sergei Schubenkow | Authorised Neutral Athletes | 13,47                                               |                                                     |
| 4     | 6    | Johnathan Cabral  | Kanada                      | 13,53                                               | 13,530                                              |
| 5     | 9    | Nicholas Hough    | Australien                  | 13,61                                               |                                                     |
| 6     | 4    | Jeffrey Julmis    | Haiti                       | 13,78                                               | 13,780                                              |
| 7     | 3    | Mikel Thomas      | Trinidad und Tobago         | 13,98                                               |                                                     |
| DSQ   | 8    | Milan Ristić      | Serbien                     | IAAF Rule 168.7b – Absichtliches Umstoßen der Hürde | IAAF Rule 168.7b – Absichtliches Umstoßen der Hürde |

## Halbfinale
Aus den drei Halbfinalläufen qualifizierten sich die beiden Ersten jedes Laufes – hellblau unterlegt – und zusätzlich die beiden Zeitschnellsten – hellgrün unterlegt – für das Finale.

### Lauf 1

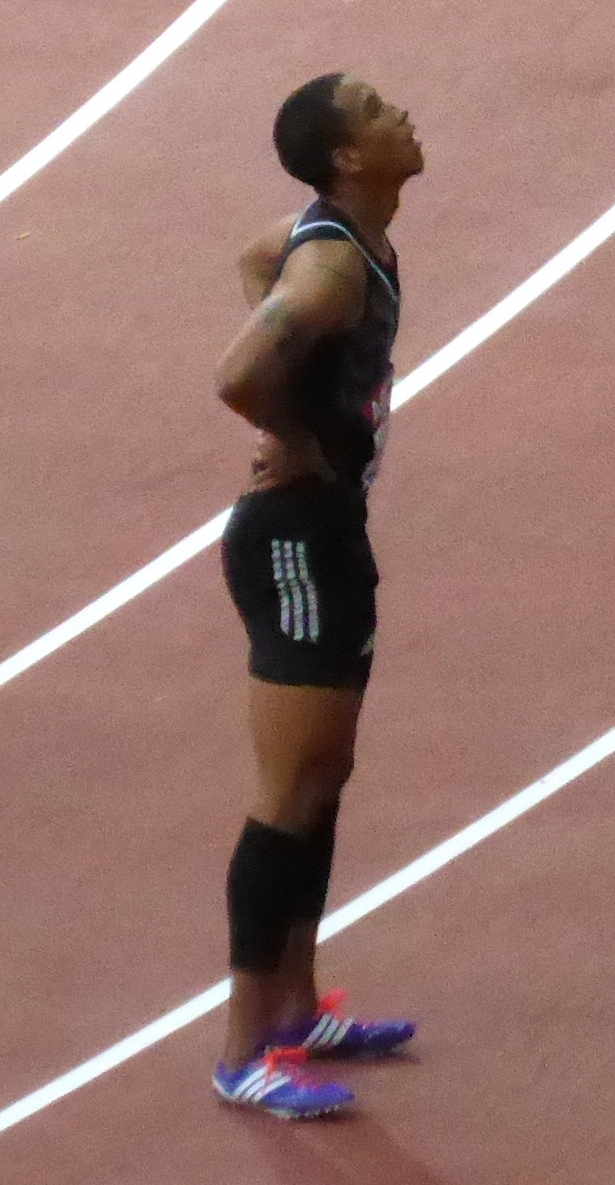
Aleec Harris – ausgeschieden als Sechster in 13,40 s
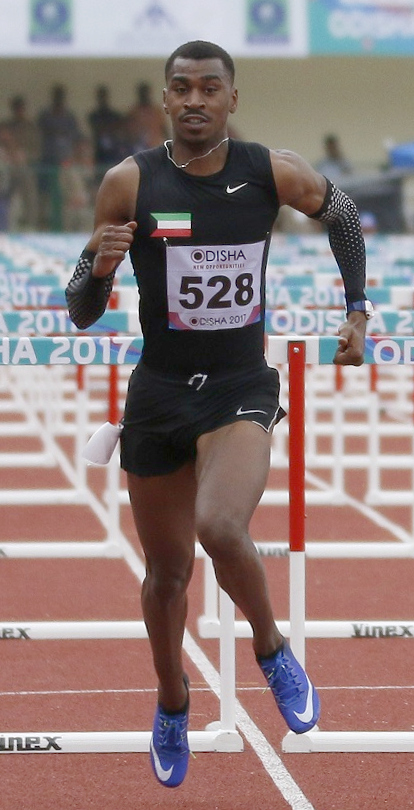
Yaqoub Mohamed al-Youha – nicht im Ziel

6. August 2017, 20:10 Uhr Ortszeit (21:10 Uhr MESZ)

Wind: +0,2 m/s
| Platz | Bahn | Name                    | Land                        | Offizielle Zeit (s) | Zeit in Tausendstel- sekunden (inoffiziell) |
| ----- | ---- | ----------------------- | --------------------------- | ------------------- | ------------------------------------------- |
| 1     | 7    | Omar McLeod             | Jamaika                     | 13,10               |                                             |
| 2     | 6    | Garfield Darien         | Frankreich                  | 13,17               |                                             |
| 3     | 9    | Sergei Schubenkow       | Authorised Neutral Athletes | 13,22               |                                             |
| 4     | 4    | Orlando Ortega          | Spanien                     | 13,23               | 13,224                                      |
| 5     | 5    | Milan Traikovits        | Zypern                      | 13,32               |                                             |
| 6     | 8    | Aleec Harris            | USA                         | 13,40               |                                             |
| 7     | 2    | Genta Masuno            | Japan                       | 13,79               | 13,784                                      |
| DNF   | 3    | Yaqoub Mohamed al-Youha | Kuwait                      |                     |                                             |

### Lauf 2
6. August 2017, 20:18 Uhr Ortszeit (21:18 Uhr MESZ)

Wind: +0,6 m/s
| Platz | Bahn | Name             | Land           | Offizielle Zeit (s) | Zeit in Tausendstel- sekunden (inoffiziell) |
| ----- | ---- | ---------------- | -------------- | ------------------- | ------------------------------------------- |
| 1     | 5    | Shane Brathwaite | Barbados       | 13,26 SB            |                                             |
| 2     | 7    | Hansle Parchment | Jamaika        | 13,27               | 13,262                                      |
| 3     | 4    | Devon Allen      | USA            | 13,27               | 13,265                                      |
| 4     | 6    | Andrew Pozzi     | Großbritannien | 13,28               |                                             |
| 5     | 9    | Damian Czykier   | Polen          | 13,42               |                                             |
| 6     | 3    | Roger Iribarne   | Kuba           | 13,43               |                                             |
| 7     | 8    | Yidiel Contreras | Spanien        | 13,65               |                                             |
| 8     | 2    | Matthias Bühler  | Deutschland    | 13,78               | 13,785                                      |

Im zweiten Halbfinale ausgeschiedene Hürdensprinter:

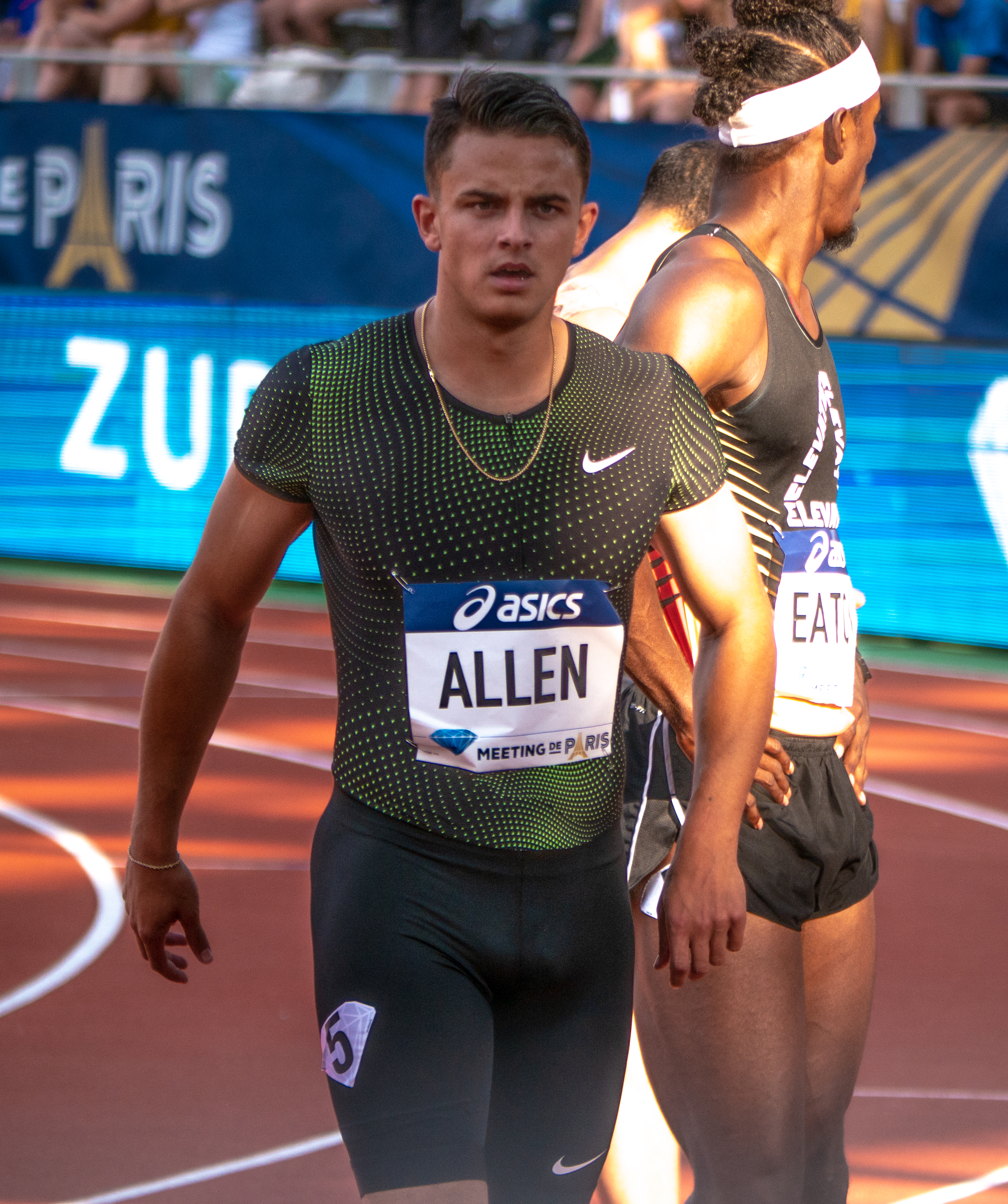
Devon Allen Rang drei in 13,27 s
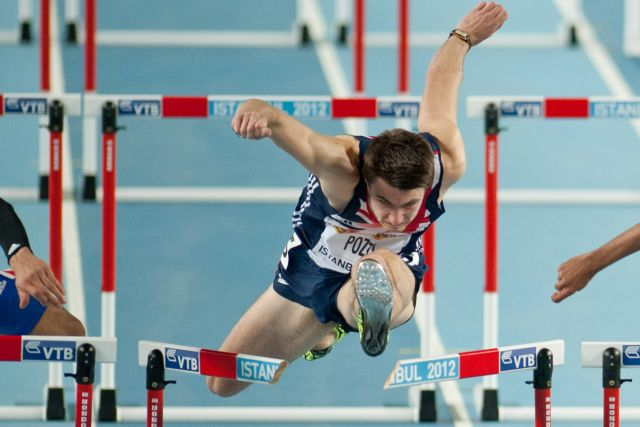
Andrew Pozzi Rang vier in 13,28 s
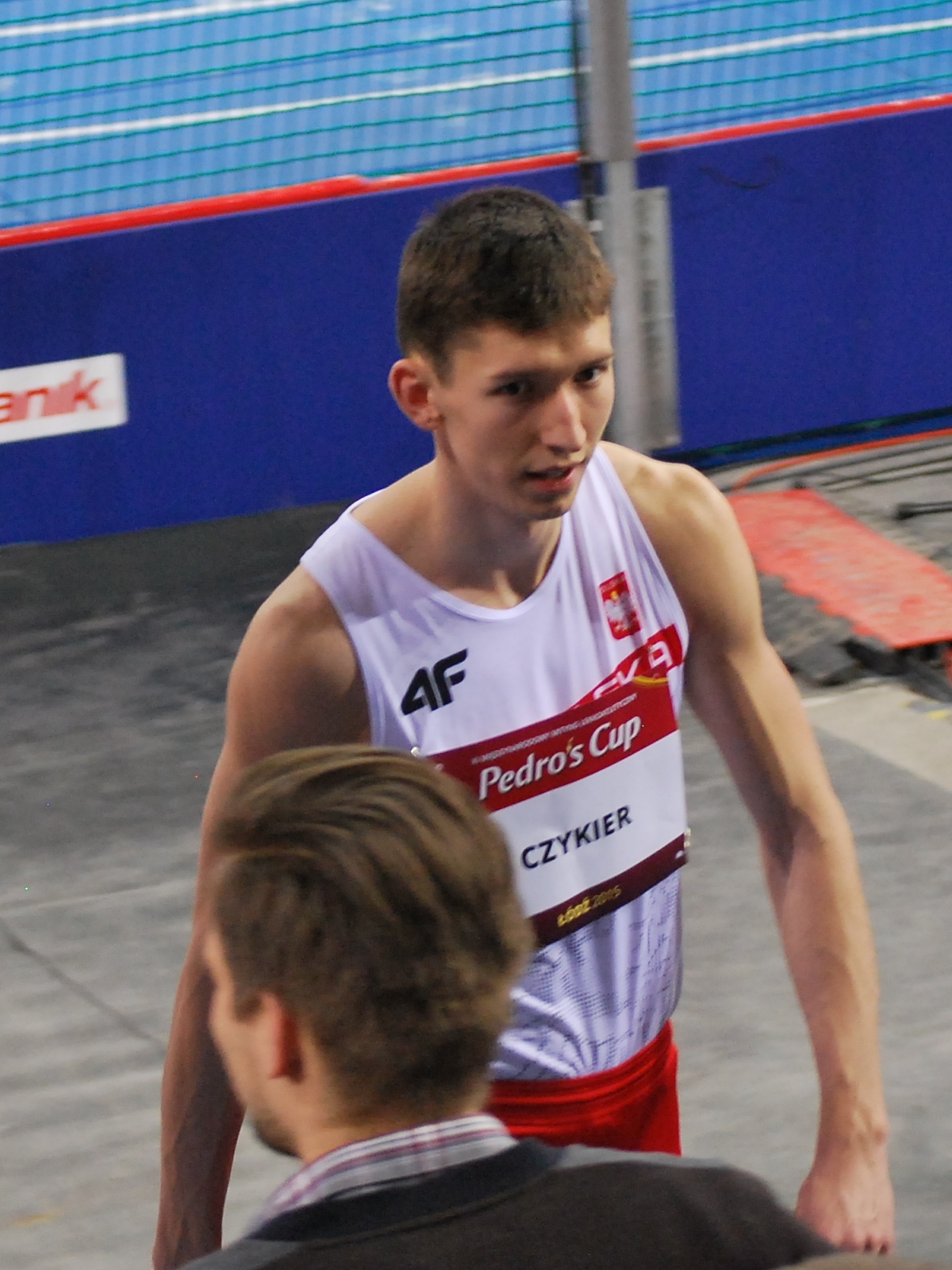
Damian Czykier Rang fünf in 13,42 s
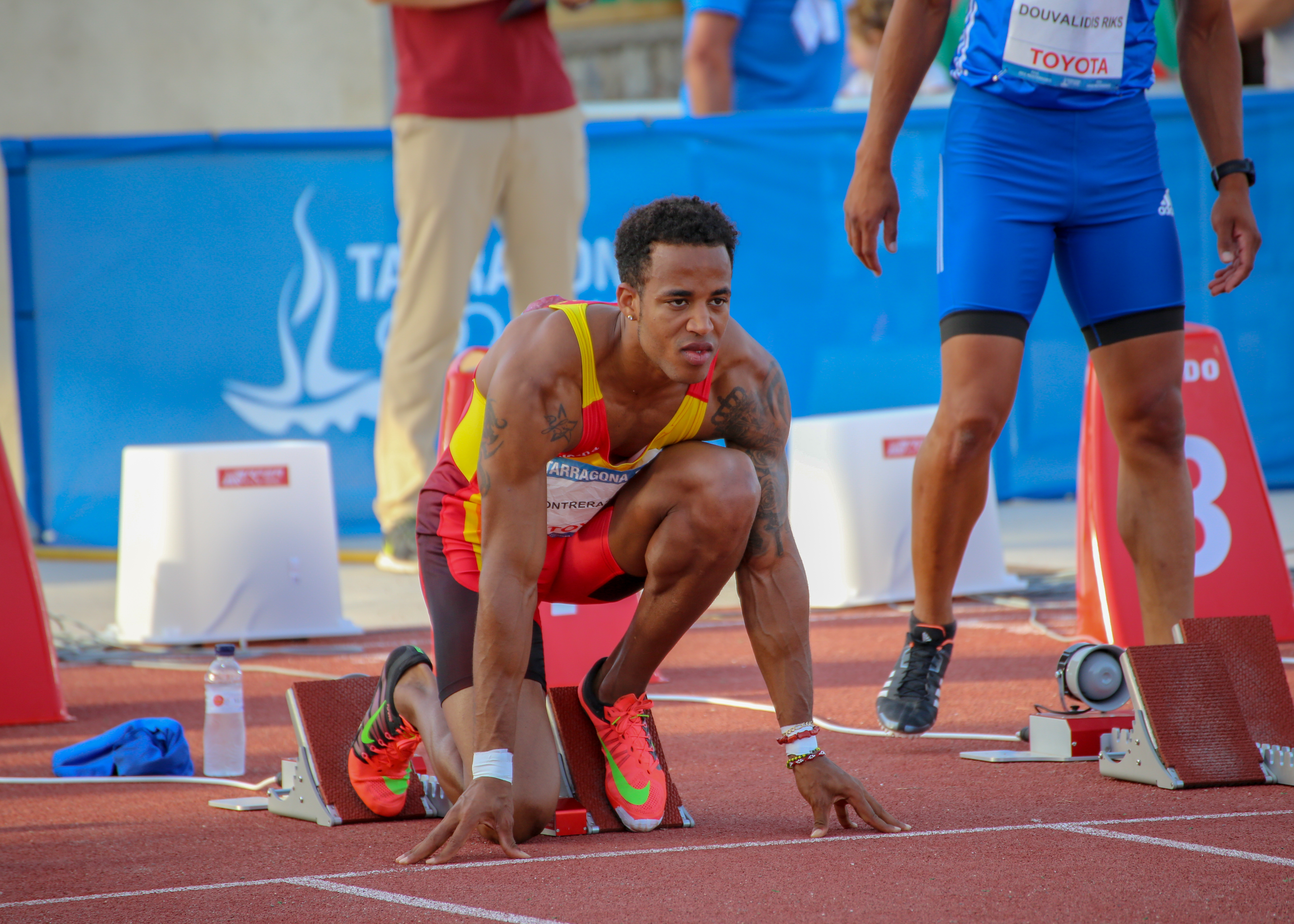
Yidiel Contreras Rang sieben in 13,65 s
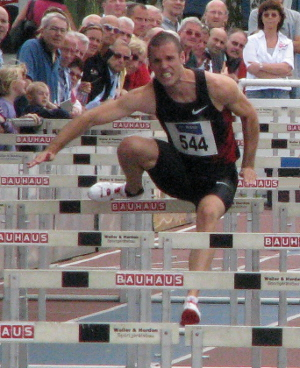
Matthias Bühler Rang acht in 13,78 s

### Lauf 3
6. August 2017, 20:26 Uhr Ortszeit (21:26 Uhr MESZ)

Wind: +0,3 m/s
| Platz | Bahn | Name               | Land                         | Offizielle Zeit (s) | Zeit in Tausendstel- sekunden (inoffiziell) |
| ----- | ---- | ------------------ | ---------------------------- | ------------------- | ------------------------------------------- |
| 1     | 5    | Balázs Baji        | Ungarn                       | 13,23               | 13,228                                      |
| 2     | 7    | Aries Merritt      | USA                          | 13,25               |                                             |
| 3     | 4    | Xie Wenjun         | Volksrepublik China          | 13,36               |                                             |
| 4     | 9    | Antonio Alkana     | Südafrika                    | 13,59               |                                             |
| 5     | 6    | Eddie Lovett       | Amerikanische Jungferninseln | 13,67               |                                             |
| 6     | 3    | Éder Antônio Souza | Brasilien                    | 13,70               |                                             |
| 7     | 8    | Johnathan Cabral   | Kanada                       | 14,98               |                                             |
| DNF   | 2    | Yordan O’Farrill   | Kuba                         |                     |                                             |

Im dritten Halbfinale ausgeschiedene Hürdensprinter:

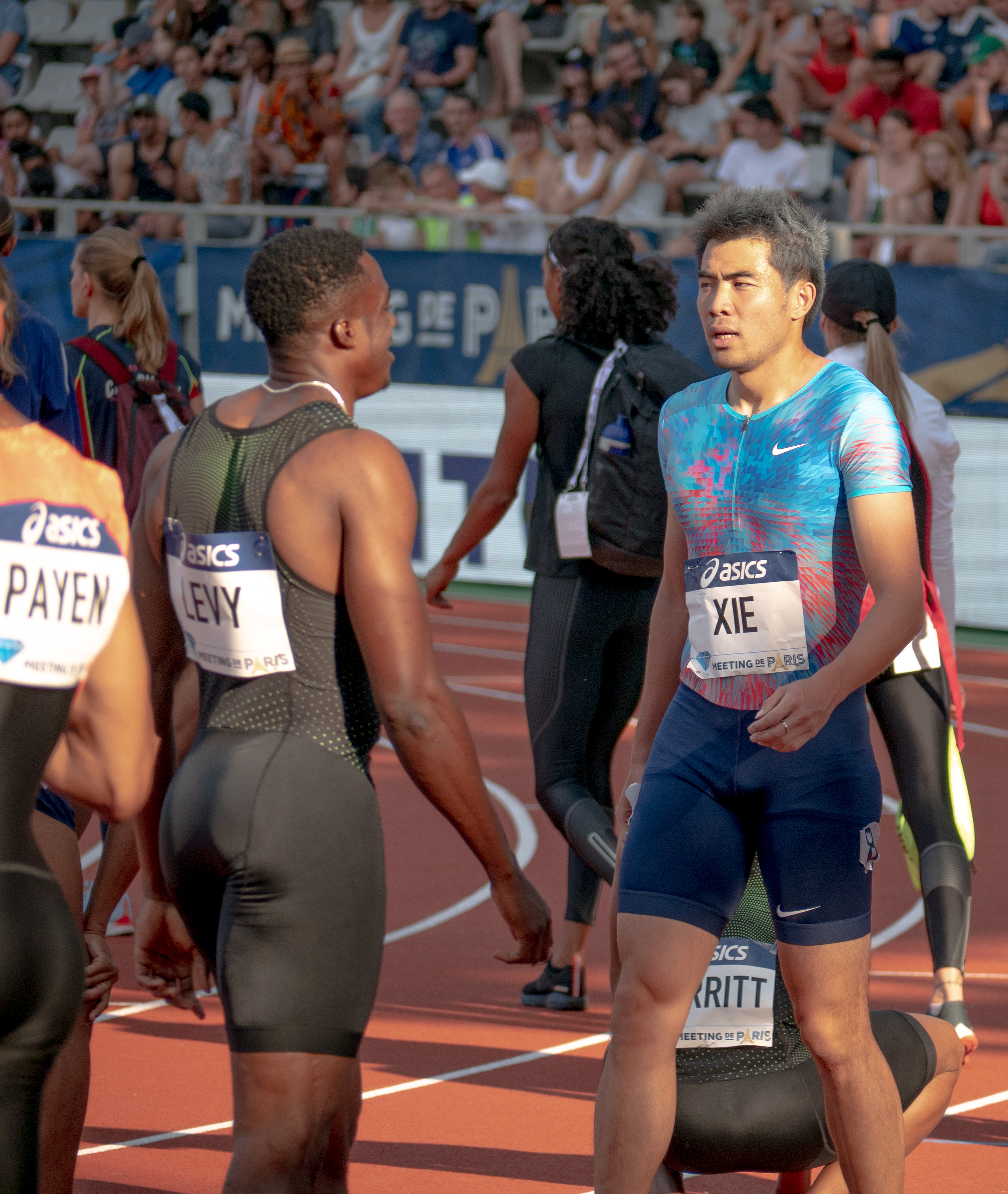
Xie Wenjun Rang drei in 13,36 s
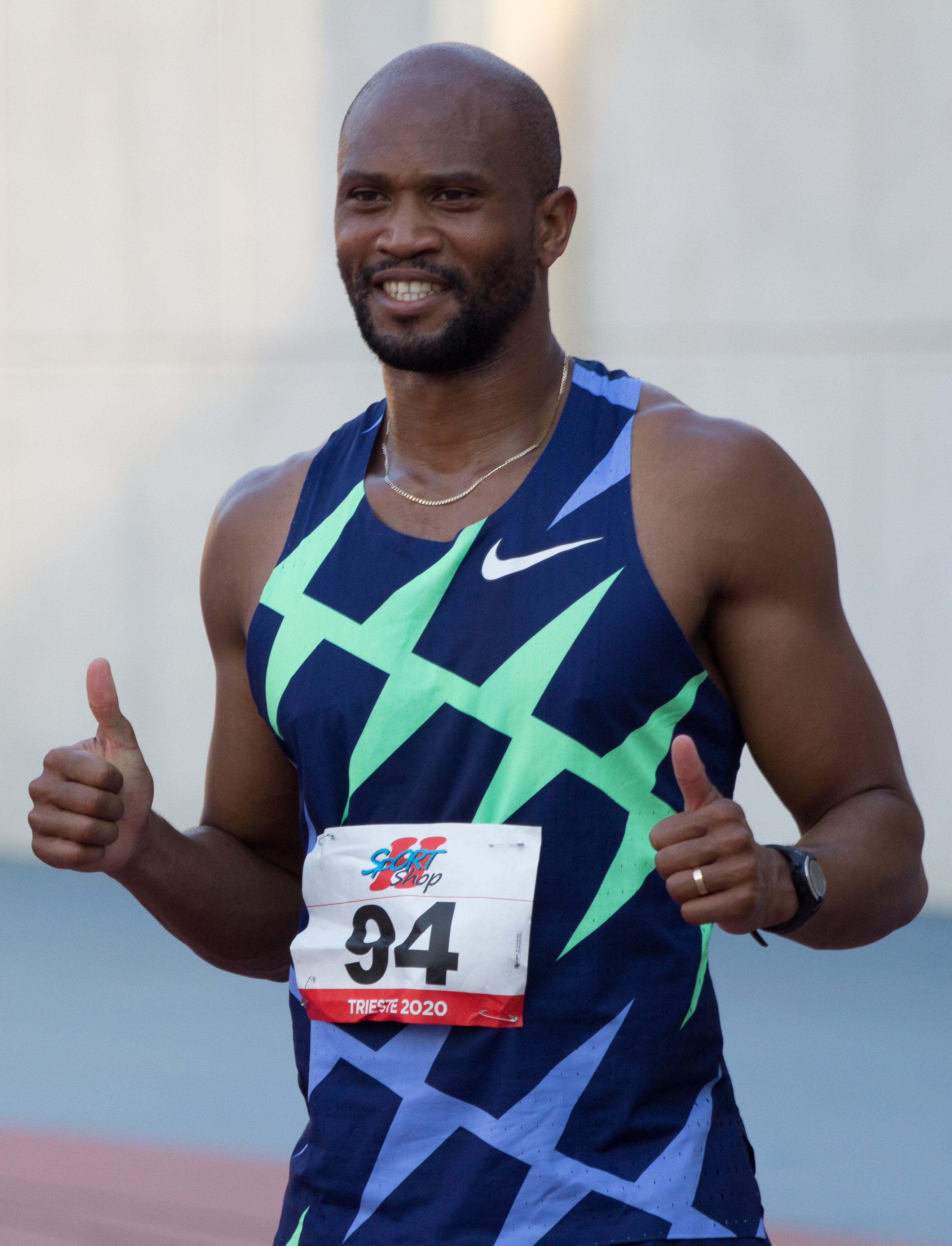
Antonio Alkana Rang vier in 13,59 s
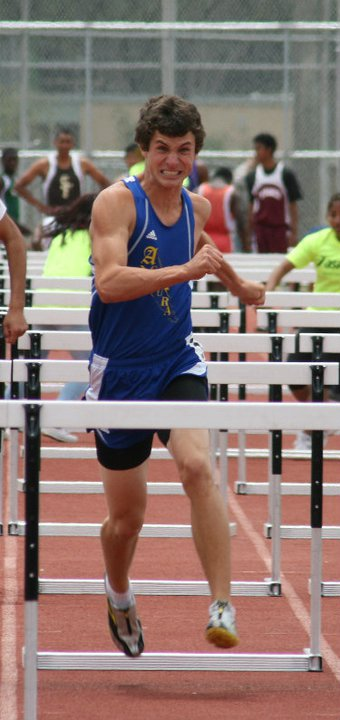
Johnathan Cabral Rang sieben in 14,98 s
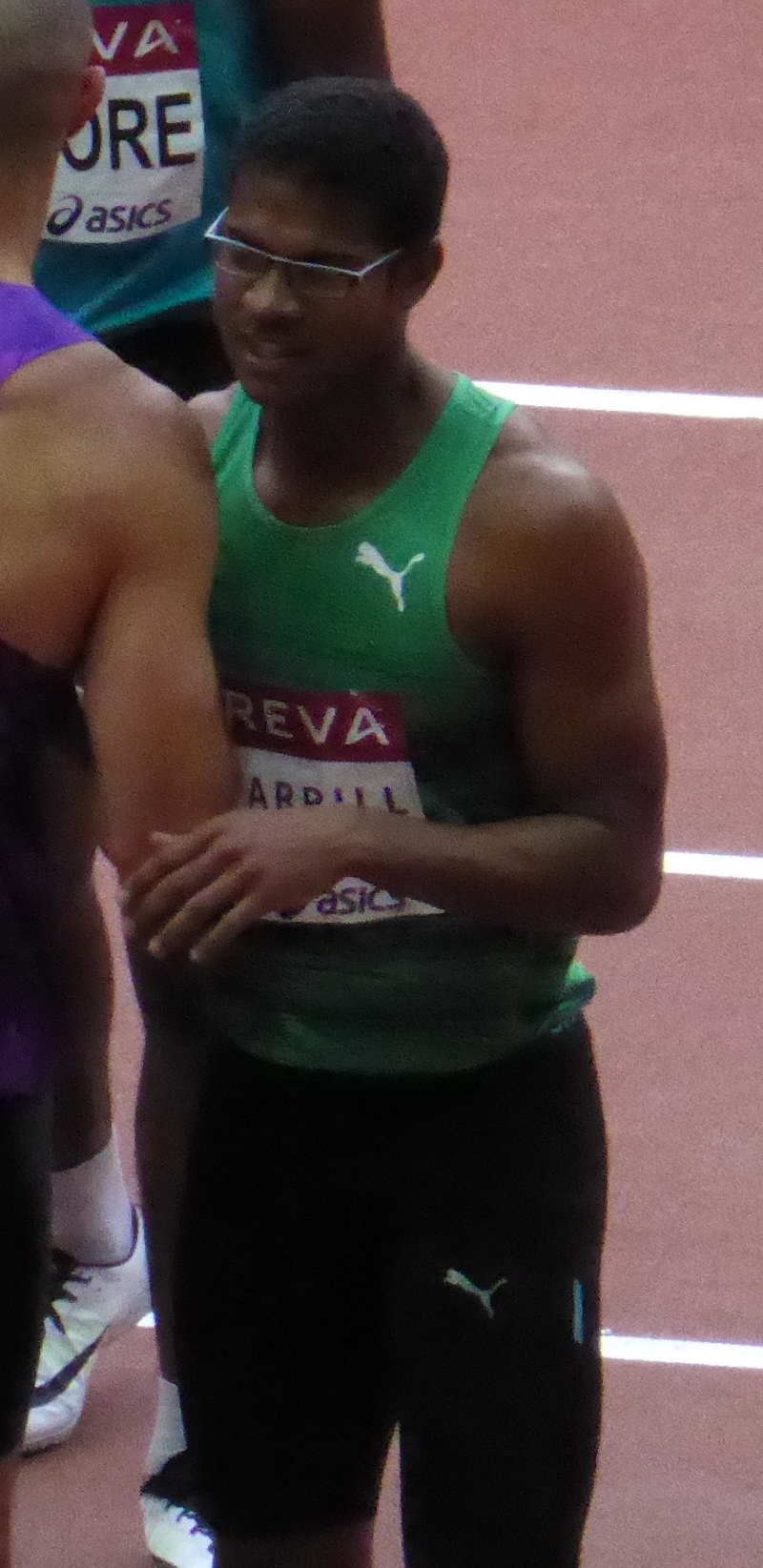
Yordan O’Farrill nicht im Ziel

## Finale
7. August 2017, 21:30 Uhr Ortszeit (22:30 Uhr MESZ)

Wind: ±0,0 m/s
Zum Kreis der Favoriten gehörte auch hier wieder der Weltmeister von 2015 Sergei Schubenkow – am Start unter neutraler Flagge. Er war darüber hinaus Vizeweltmeister von 2013 und Europameister von 2014. Weitere Medaillenkandidaten und Sieganwärter waren der jamaikanische Olympiasieger von 2016 Omar McLeod, sein Landsmann Hansle Parchment als Vizeweltmeister von 2015 und Olympiadritter von 2012, der spanische Olympiazweite von 2016 Orlando Ortega und der ungarische Vizeeuropameister von 2016 Balázs Baji. Auch der US-amerikanische Olympiasieger von 2012 und Weltrekordler Aries Merrit hatte sich für dieses Finale qualifiziert, verfügte jedoch nicht mehr ganz über das Leistungsvermögen seiner starken Jahre.

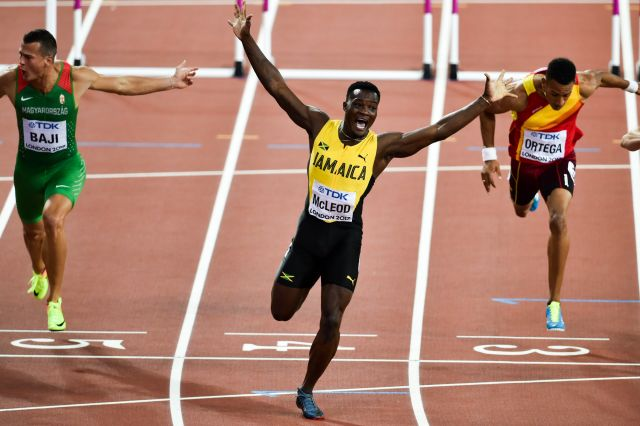
Zieleinlauf über 110 Meter Hürden
(v. l. n. r.): Balázs Baji, Omar McLeod, Orlando Ortega

Abgesehen von Parchment kamen die Finalisten alle gut aus ihren Startblöcken und lagen an den ersten beiden Hürden noch sehr eng zusammen. Dann entwickelte sich ein Zweikampf zwischen Olympiasieger McLeod und Titelverteidiger Schubenkow. An den letzten beiden Hürden setzte sich schließlich Omar McLeod durch und wurde neuer Weltmeister. Sergei Schubenkow kam eine Zehntelsekunde dahinter auf den zweiten Platz. Im Kampf um Bronze ging es bis zuletzt äußerst eng zu. Die Medaille errang am Ende Balázs Baji. Zwei Hundertstelsekunden hinter ihm wurde der Franzose Garfield Darien Fünfter. Nur jeweils eine weitere Hundertstelsekunde zurück folgten Aries Merritt und Shane Brathwaite aus Barbados. Orlando Ortega belegte vier Hundertstelsekunden dahinter Rang sieben vor Hansle Parchment. Den Siebten und Achten trennten nur vier Tausendstelsekunden.
| Platz | Bahn | Athlet            | Land                        | Offizielle Zeit (s) | Zeit in Tausendstel- sekunden (inoffiziell) |
| ----- | ---- | ----------------- | --------------------------- | ------------------- | ------------------------------------------- |
|       | 4    | Omar McLeod       | Jamaika                     | 13,04               |                                             |
|       | 2    | Sergei Schubenkow | Authorised Neutral Athletes | 13,14               |                                             |
|       | 5    | Balázs Baji       | Ungarn                      | 13,28               |                                             |
| 4     | 6    | Garfield Darien   | Frankreich                  | 13,30               |                                             |
| 5     | 9    | Aries Merritt     | USA                         | 13,31               |                                             |
| 6     | 7    | Shane Brathwaite  | Barbados                    | 13,32               |                                             |
| 7     | 3    | Orlando Ortega    | Spanien                     | 13,37               | 13,361                                      |
| 8     | 8    | Hansle Parchment  | Jamaika                     | 13,37               | 13,365                                      |

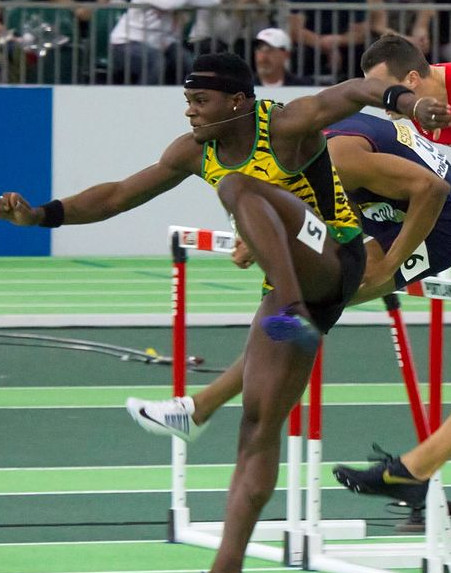
Weltmeister Omar McLeod
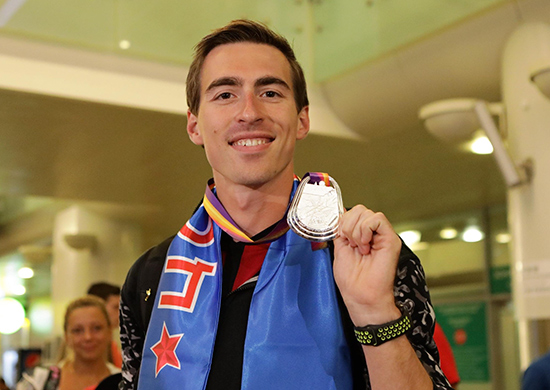
Vizeweltmeister Sergej Schubenkow – als neutraler Athlet am Start
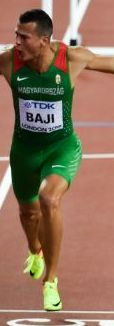
Bronzemedaillengewinner Balázs Baji
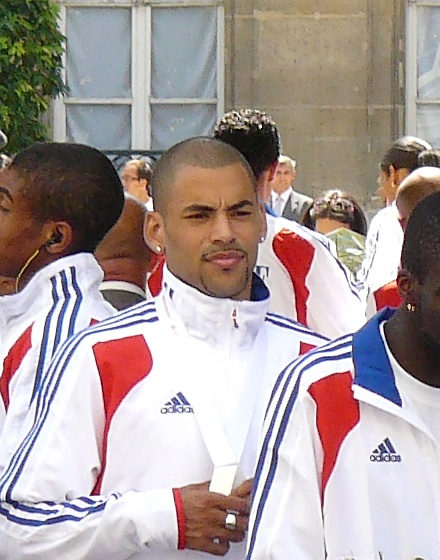
Garfield Darien kam auf den vierten Platz
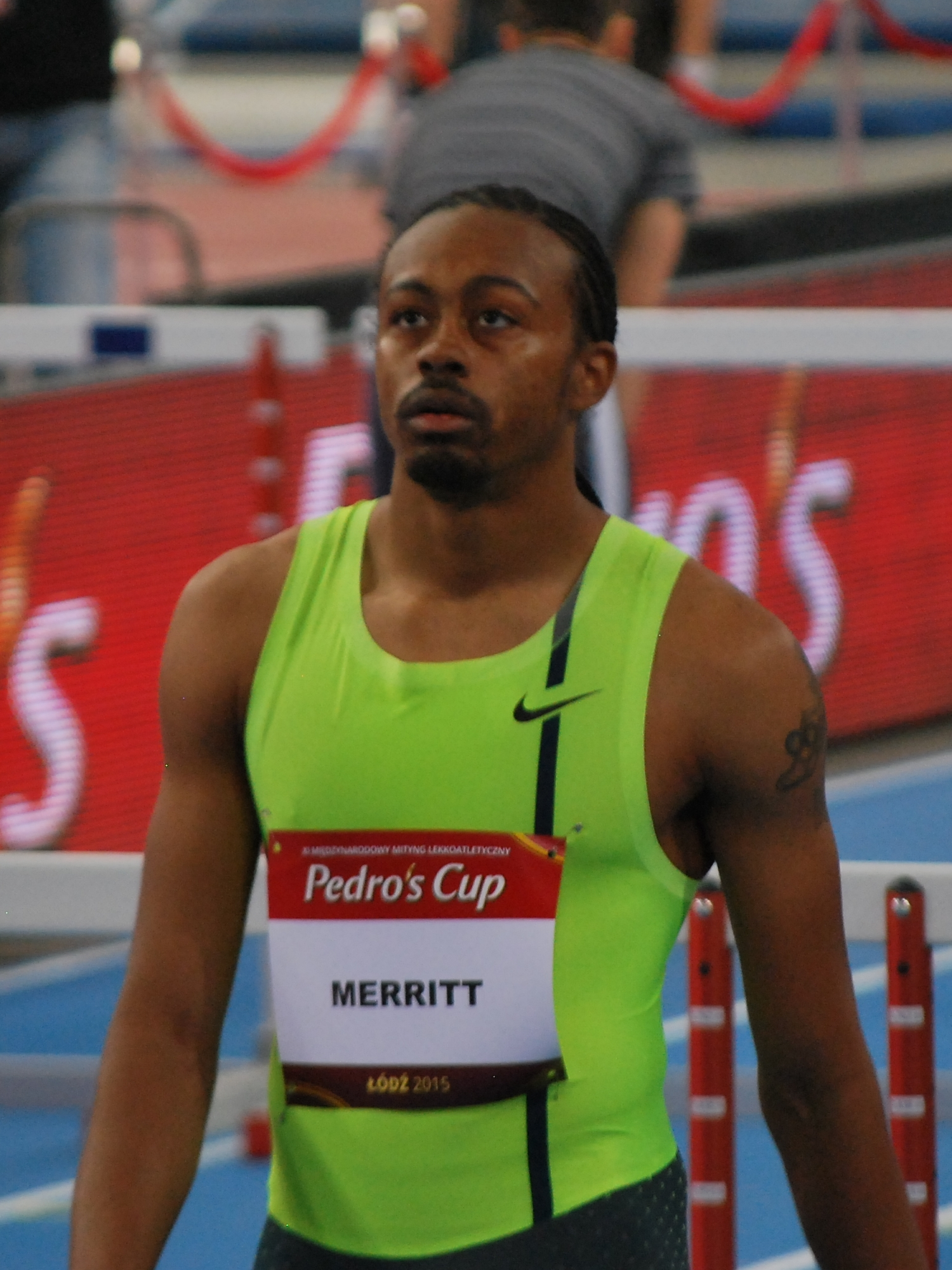
Rang fünf für den Olympiasieger von 2012 Aries Merritt
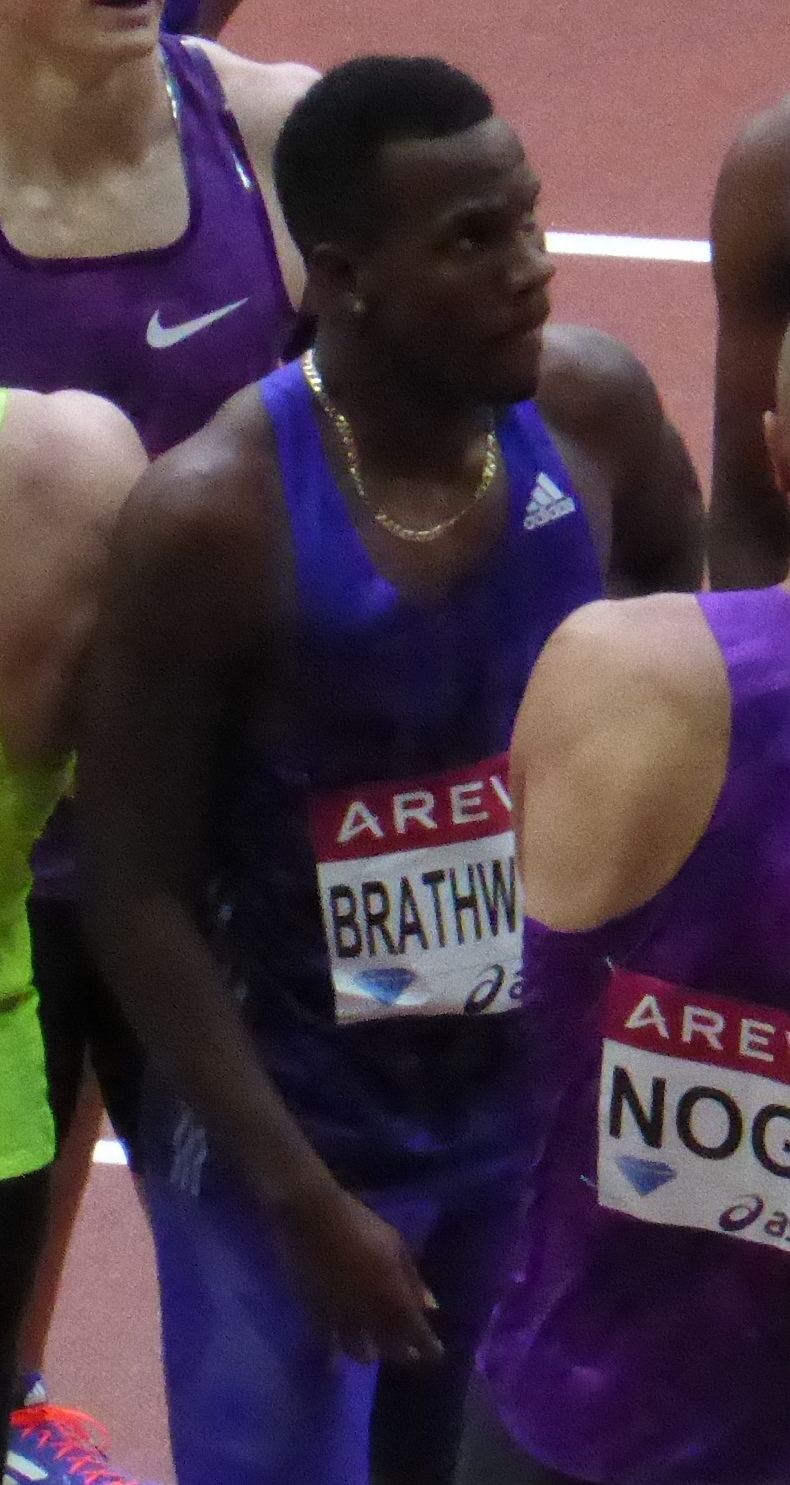
Shane Brathwaite belegte Rang sechs
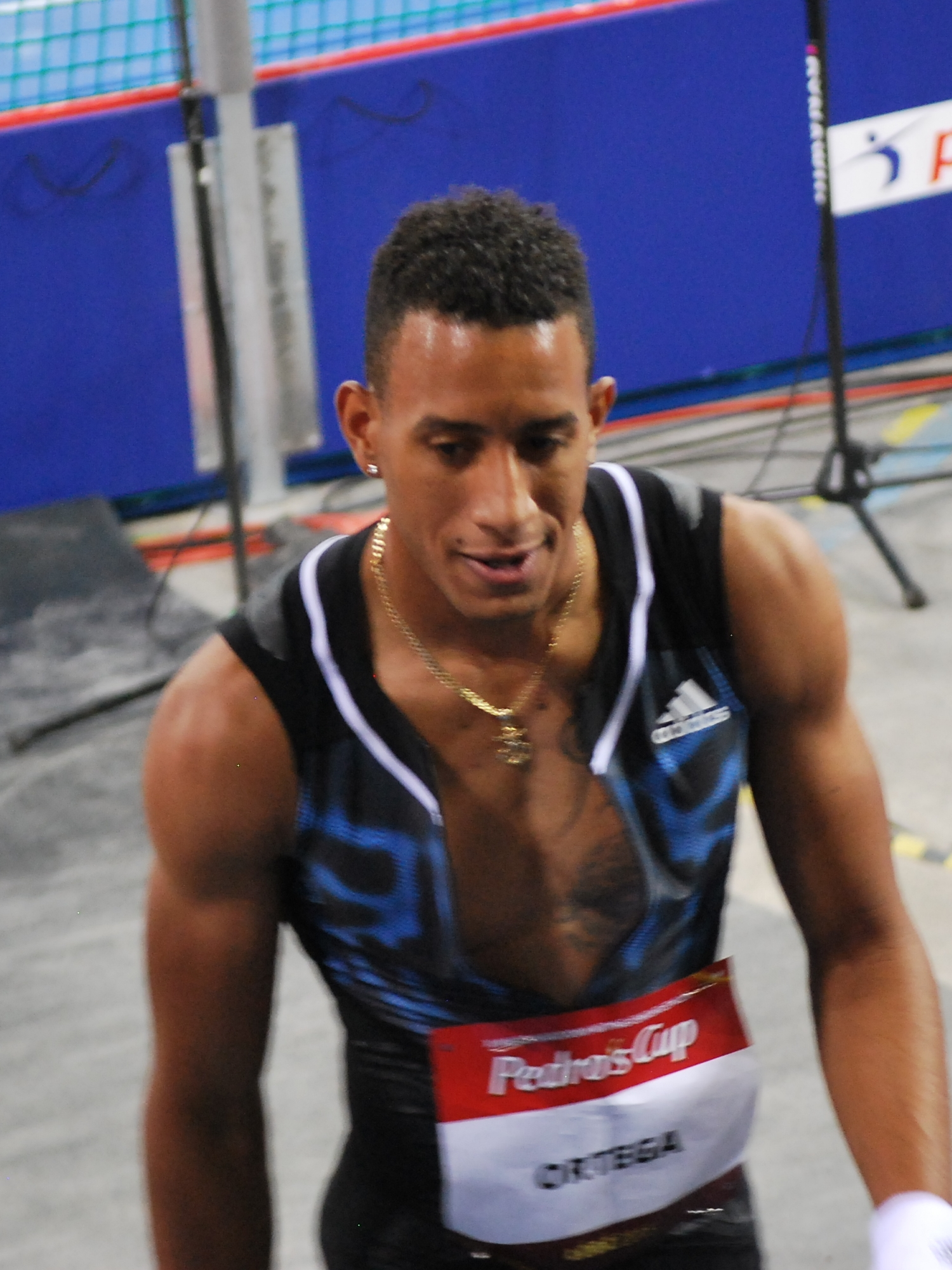
Der Spanier Orlando Ortega wurde Siebter
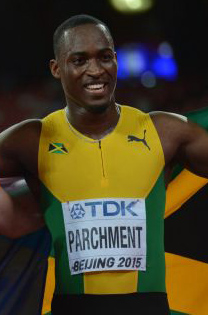
Der Vizeweltmeister von 2015 Hansle Parchment musste sich mit Platz acht zufriedengeben

## Video
- WCH London 2017 Highlights - 110M Hurdles - Men - Final - Omar McLeod wins, youtube.com, abgerufen am 26. November 2018